# قسم برف انبار الريفي (مقاطعة فريدون شهر)
قسم برف انبار الريفي (بالفارسية: دهستان برف انبار) هي منطقة سكنية تقع في البلدة المركزية في إيران. يقدر عدد سكانها بـ 7,717 نسمة .